# Circus Maximus

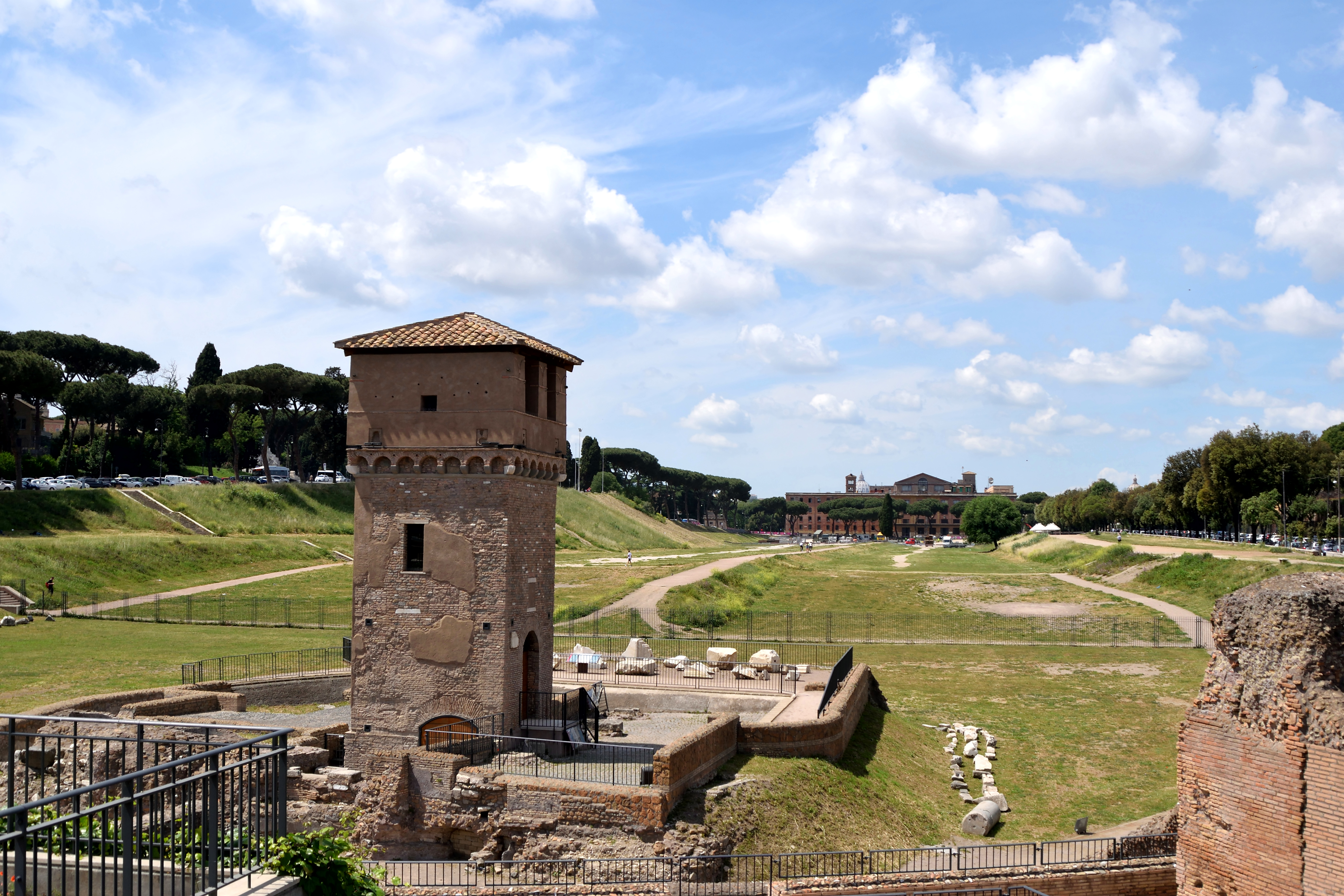
Der jetzige Zustand des Circus Maximus von Südosten, neben der rechts gelegenen Tribüne

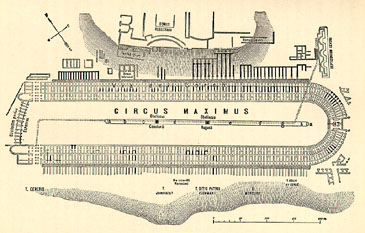
Lageplan des antiken Circus Maximus

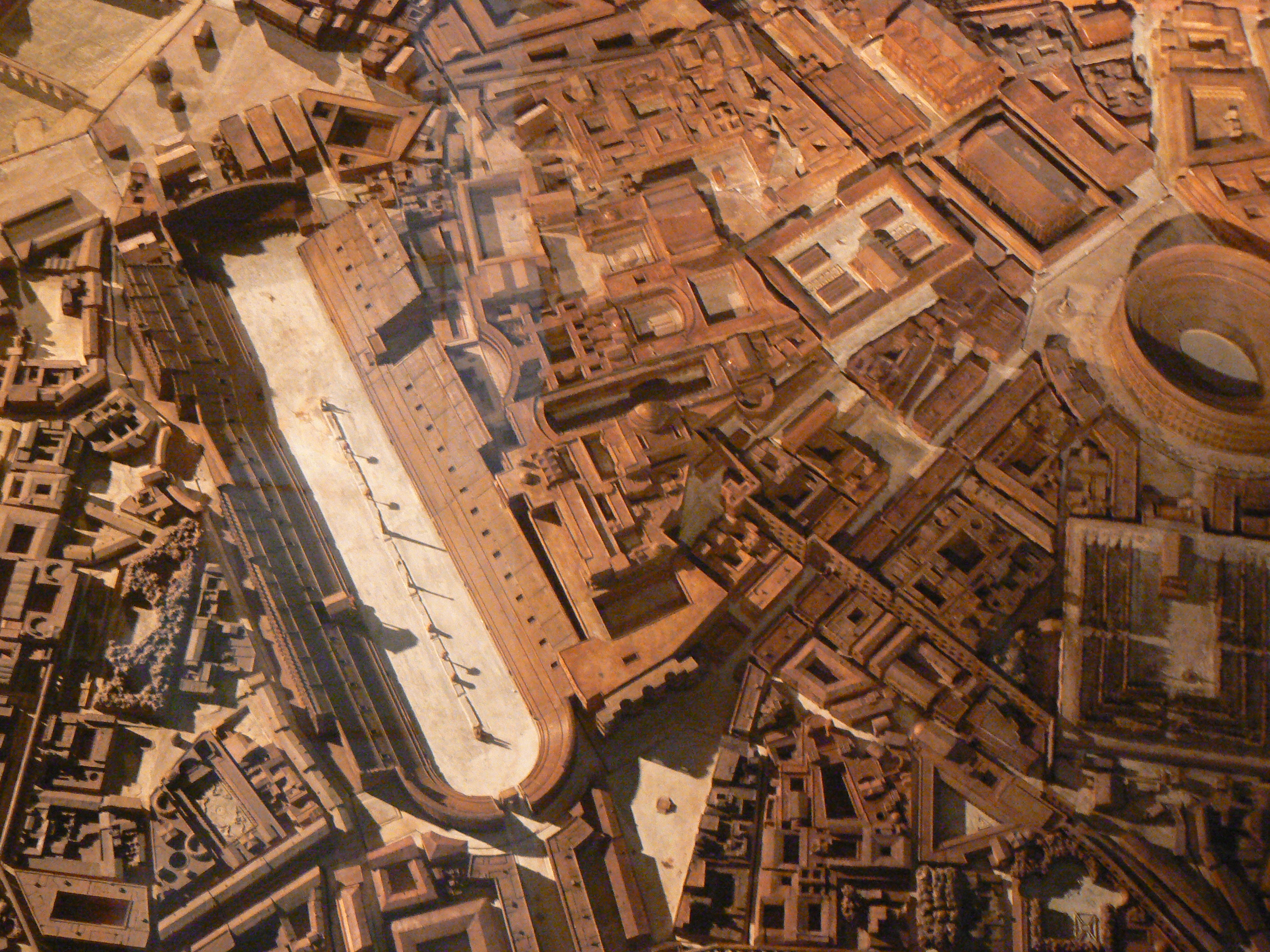
Vom französischen Architekten Paul Bigot (1870–1942) erstellte Gipsmodell-Rekonstruktion von Rom zur Zeit des 4. Jhr. n. Chr. mit dem Circus Maximus.

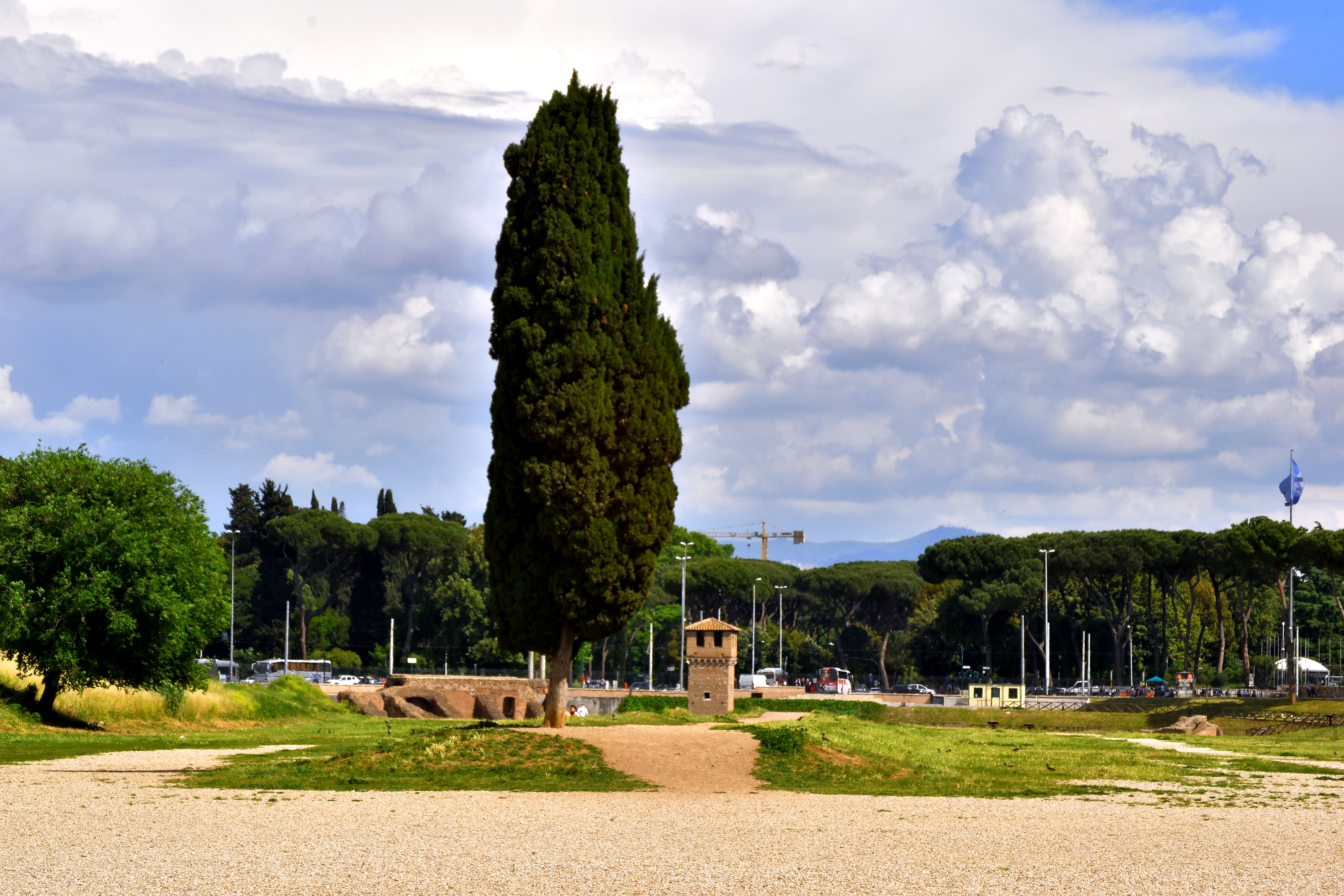
Der Circus Maximus heute an der Nordwestkurve: Die Aufschüttung in der Mitte markiert die Spina, ein Baum den Standort des Obelisco Lateranense.

Der Circus Maximus (italienisch Circo Massimo) war der größte Circus im antiken Rom. Er hatte eine Gesamtlänge von rund 600 Metern (die Arena und Stufen eingerechnet) sowie eine Breite von 140 Metern. Sein Fassungsvermögen soll laut Dionysios von Halikarnassos im Ausbaustand zur Zeit des Augustus 150.000 Plätze, zur Zeit des älteren Plinius 250.000 Plätze betragen haben. Er wurde bis ins 6. Jahrhundert n. Chr. für Wagenrennen genutzt.

## Baugeschichte
Bereits im 6. Jahrhundert v. Chr. wurde das sumpfige Murciatal zwischen Palatin und Aventin trockengelegt und konnte daraufhin für verschiedene Wettkämpfe genutzt werden. König Lucius Tarquinius Priscus soll, der Sage nach, erste hölzerne Tribünen errichtet haben, die in der weiteren Geschichte des Circus immer wieder einstürzten, was zuweilen viele Todesopfer forderte.
Erst Gaius Iulius Caesar, der den Circus in seiner Breite erweiterte, ließ anlässlich seiner Triumphalspiele im Jahr 46 v. Chr. zum Teil dauerhafte Sitzstufen aus Marmor einbauen und umgab die Arena mit einem Wassergraben, um sie vom Zuschauerraum zu trennen. Nach einem Brand im Jahr 31 v. Chr. erneuerte Augustus den Circus, baute ihn weiter aus, errichtete eine erste Kaiserloge und stellte im Jahr 10 v. Chr. den ersten Obelisken (den heutigen „Obelisco Flaminio“) in der Mitte der Spina, der damals wohl noch hölzernen Trennwand zwischen den Bahnen, auf. Der Obelisk steht heute auf der Piazza del Popolo in Rom. Den zweiten, heute vor dem Lateran zu findenden Obelisken (den „Obelisco Lateranense“) fügte Constantius II. im Jahr 357 hinzu. Der Circus diente in der Kaiserzeit nicht zuletzt der Kommunikation der Herrscher mit der Stadtbevölkerung, deren Akklamationen man hier entgegennahm.
Domitian ließ den Kaiserpalast auf dem Palatin daher so erweitern, dass er direkt von dort die Spiele verfolgen und sich von einer mit dem Palast verbundenen Kaiserloge aus dem Volk zeigen konnte. Doch erst unter Trajan wurde bis zum Jahr 103 der Circus komplett mit Stein, opus caementicium und Ziegeln ausgeführt. Er ließ die Kaiserloge Domitians abreißen und fügte eine Kaiserloge wieder dem Circus selbst ein. Im frühen 4. Jahrhundert n. Chr. erreichte der Circus dann seinen maximalen Ausbaustand.
Ein für die Rekonstruktion des damaligen Bauzustandes bedeutendes Mosaik wurde in der für ihren Carraramarmor berühmten Stadt Luna an der ligurischen Küste im „Haus der Mosaiken“ aufgedeckt. Der im 3./4. Jahrhundert n. Chr. verlegte Fußbodenschmuck zeigt den Circus sehr genau und ermöglicht zusammen mit anderen, nicht aus Luna stammenden Fundstücken, eine Rekonstruktion der berühmten Rennbahn mit Kaiserloge.

## Circus als Veranstaltungsort von Wagenrennen

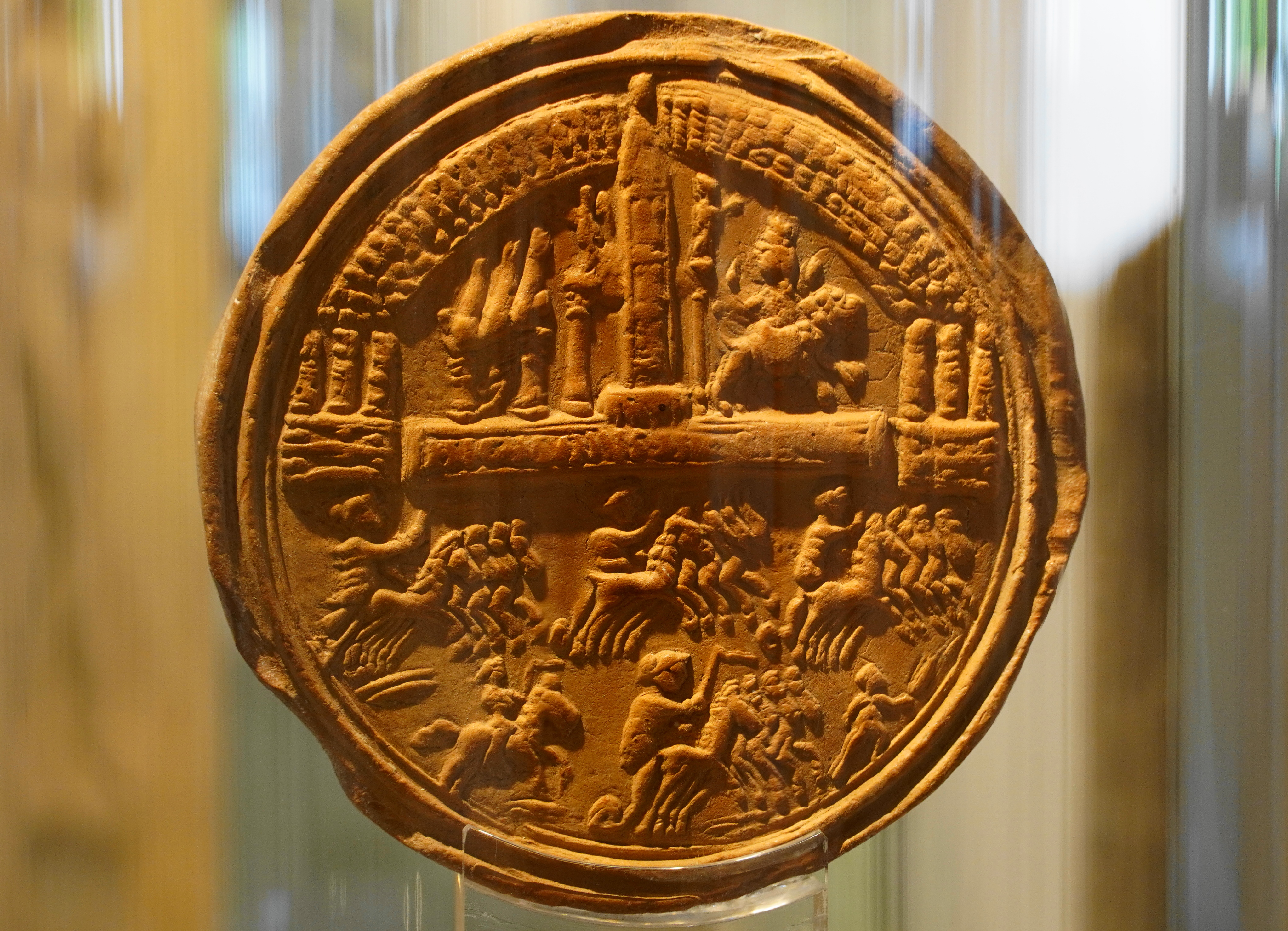
Brotstempel mit Szenen des Circus Maximus, 4. Jahrhundert, Römermuseum Teurnia

Die Circi der Römer hatten eine langgestreckte Form mit geradem Abschluss bei den Startboxen und gerundetem Abschluss an der gegenüberliegenden Seite. Die unter anderem mit zwei ägyptischen Obelisken verzierte Spina teilte die Bahn in der Längsachse. Die Gespanne umrundeten die Spina gegen den Uhrzeigersinn, in der Regel siebenmal. Auf der Spina befand sich im Circus Maximus ein Gestell mit sieben absenkbaren hölzernen Eiern, das später durch eines mit sieben marmornen Delphinen ersetzt wurde. An der Zahl der abgesenkten Eier bzw. Delphine konnten die Fahrer und Zuschauer ablesen, wie viele Runden zurückgelegt worden waren.
Die Wagenrennen im Circus Maximus waren öffentliche Veranstaltungen, die im Rahmen von Feierlichkeiten und zumeist auf Staatskosten veranstaltet wurden. Zu Zeiten der römischen Republik bestand ein tagfüllendes Programm aus 12 Rennen. In der Kaiserzeit wurde diese Zahl auf 24 erhöht. Zu diesen Anlässen wurden Bildnisse der Götter in silbernen und elfenbeinernen Wagen, die in der aedes Tensarum auf dem Kapitol aufbewahrt wurden, in einer Prozession in den Circus gebracht.
Die ersten Rennen im Circus Maximus fanden, wie Bestimmungen über Siegespreise im Zwölftafelgesetz belegen, wohl spätestens Mitte des 5. Jahrhunderts v. Chr. statt, die letzten bezeugten erst in der ausgehenden Spätantike – unter der Herrschaft des Ostgotenkönigs Totila im Jahr 549 oder 550 n. Chr.
Es gab in Rom weitere kleinere Circi, so den Circus Flaminius auf dem Marsfeld, den Circus des Nero im Bereich des heutigen Vatikan, den Circus Varianus an der Via Labicana und den Circus des Maxentius an der Via Appia.
Auch in den Provinzen wurden Circi und Hippodrome angelegt, um den dort lebenden Römern und Veteranen die gleichen Unterhaltungsmöglichkeiten wie in Rom zu bieten. Zudem spielten Wagenrennen in Kaiserresidenzen und Statthaltersitzen eine wichtige Rolle für die politische Kommunikation, siehe dazu auch Circus (Antike).

## Weitere antike Verwendung

Circus Maximus im Stadtplan des antiken Rom

Außer den Wagenrennen fanden bei den „Zirzensischen Spielen“ (ludi circenses) im Circus Maximus auch Gladiatorenkämpfe und Tierhetzen statt.
Ab 186 v. Chr. wurden im Circus Maximus zudem „Spiele im griechischen Stil“, also athletische Wettkämpfe, veranstaltet. Caesar ließ für sie jedoch auf dem Marsfeld eine eigene, später monumental zum  Stadion des Domitian ausgebaute Anlage errichten.
In den Circus Maximus waren auch religiöse Gebäude integriert. Auf der Seite zum Aventin stand der Tempel des Sonnengottes. Nach Tertullian befand sich ein unterirdischer Altar für Consus unter der ersten, sogenannten Murcischen Wendemarke.
In die westlichen Unterbauten wurde ein noch heute erhaltenes Mithräum eingebaut (siehe Mithräum des Circus Maximus).

## Nachnutzung und Ausgrabungen

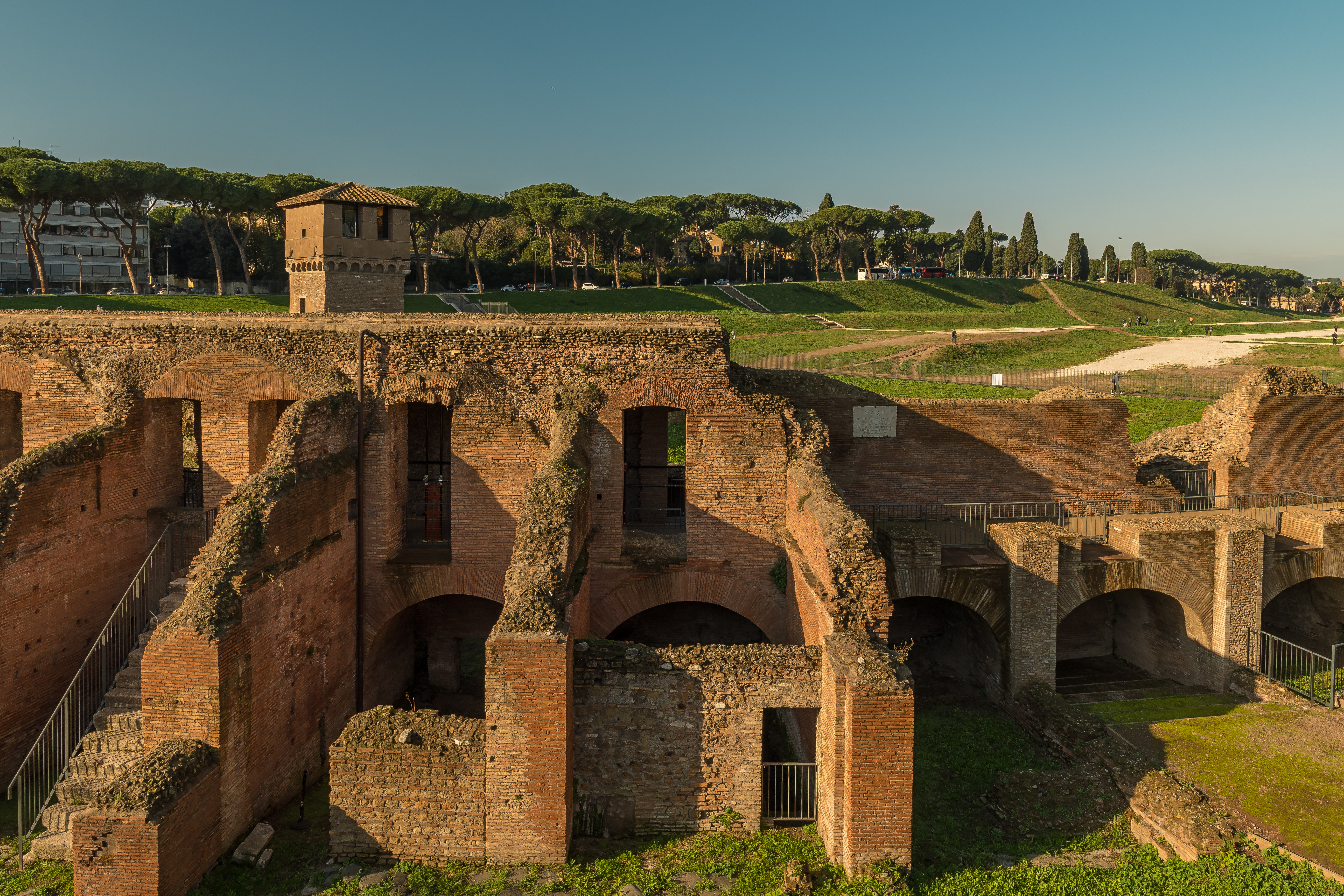
Blick über die Südtribüne des Circus Maximus im heutigen Zustand in den Circus

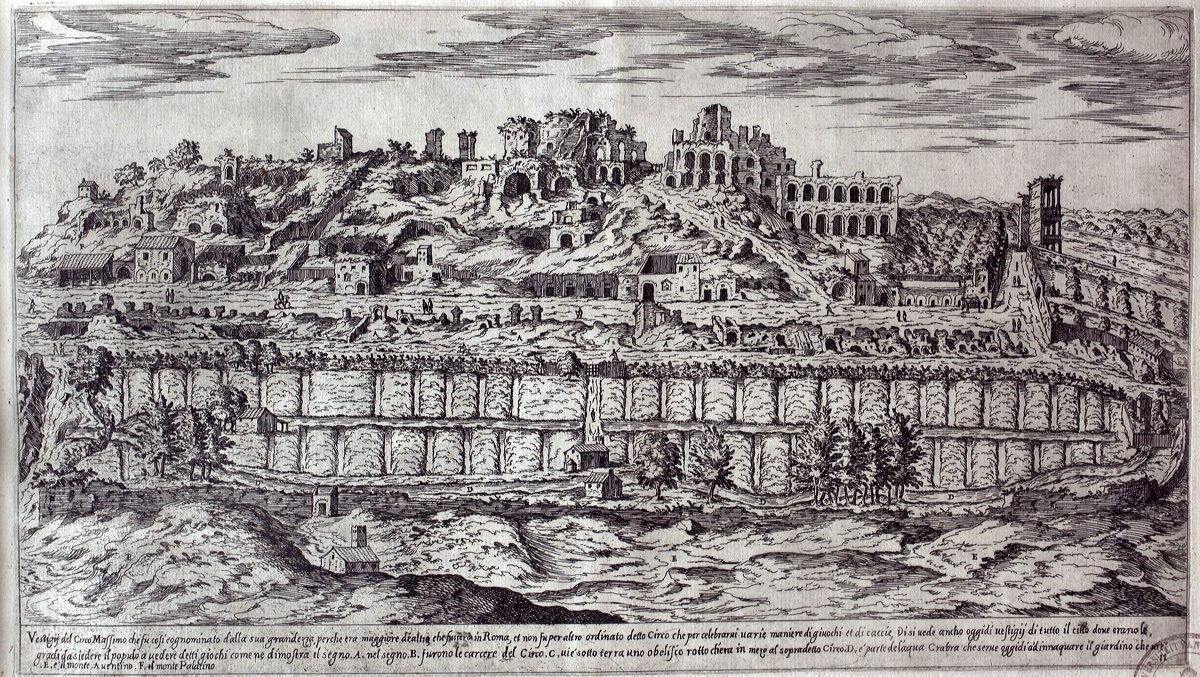
Der Circus wurde in Form von Gärten genutzt und dazu mit Bewässerungsgräben durchzogen, Étienne Dupérac: I vestigi dell’antichita di Roma raccolti et ritratti in perspettiva, Lorenzo della Vaccheria, Rom 1575

Ab dem späteren 6. Jahrhundert zerfiel der Circus Maximus. Die große Freifläche wurde im Mittelalter dann teilweise landwirtschaftlich genutzt. Im Ostteil wurde die Kirche Santa Lucia in Settizodio mit zahlreichen Nebengebäuden eingebaut. Einen anderen Teil nutzte die Familie der Frangipane als Festung. Zur Wiederverwendung für den Bau des Petersdoms wurden schließlich die meisten marmornen Sitzstufen abgebaut. Im 19. Jahrhundert entstand im Westteil ein Gasometer. Die restliche Fläche war vor allem mit Kleingewerbe überbaut. In den 1930er Jahren begann man damit, die Fläche wieder freizulegen.
Der Circus Maximus ist heute eine Rasenfläche, in der die alte Form noch erkennbar ist. An der östlichen Kurve, hinter der die Via Appia beginnt, gibt es seit dem Jahr 1936 Ausgrabungen. Es wurden hier Teile der antiken Sitzreihen und Treppen wie auch die Reste eines Turms des Komplexes von Santa Lucia in Settizodio freigelegt.
Die Anlage wird für Großanlässe und ein Massenpublikum verwendet. So fand hier am 2. Juli 2005 das italienische Konzert von Live 8 laut Veranstaltern vor rund 200.000 Besuchern statt. Ebenfalls im Circus Maximus wurde die italienische Fußballnationalmannschaft am 10. Juli 2006 nach dem Gewinn der Weltmeisterschaft empfangen. Am 14. Juli 2007 spielte die britische Rockband Genesis laut Angaben der italienischen Presse im Circus Maximus vor über 500.000 Fans.
Von 2008 bis 2016 wurden am südlichen Rand der Anlage Ausgrabungen in den Fundamenten der Tribünen gemacht. Dabei konnten Wasserbecken für Pferde gleichermaßen freigelegt werden wie Essensstände, Latrinen und mehrere Kammern, die zu einem Bordell gehörten. Unerwartet war 2014 und 2015 auch der Unterbau eines Triumphbogens aus der Zeit des Titus entdeckt worden, der ebenso wie sein Pendant an der Via Sacra auf dem Forum Romanum den Sieg über die Juden im Jahre 70 n. Chr. feierte. Nach Ansicht der Archäologen blieb dieser zweite, dreitorige Titusbogen bis ins 8. Jahrhundert intakt. Im Mittelalter wurde das zu dieser Zeit noch erhalten gebliebene mittlere der drei Gewölbe in den Neubau eines Aquädukts integriert. Unbekannt war dieser Triumphbogen am Circus Maximus jedoch nicht, da er historisch bezeugt ist. Bereits der Renaissance-Dichter Fazio degli Uberti (um 1309–um 1367) nannte den Bogen aufgrund seiner Lage Arco di Prisco und berichtete von der auch aus anderer Quelle bekannten Überlieferung von Triumphbögen, die am Circus Maximus gestanden hätten und deren Pferdebekrönungen während der Regierungszeit des Kaisers Konstantin nach Konstantinopel verbracht worden waren. Etwas später schrieb der humanistische Gelehrte Poggio Bracciolini (1380–1459), dass das Alter des Bogens nur noch wenig Sichtbares übrig gelassen habe.
Ende 2016 öffnete eine Ausstellung in den Tribünen, die Zugang zu den Bauteilen gewährt.